# 1. FC Allstars Wiener Neustadt
1. FC Allstars Wiener Neustadt ist ein Futsalverein in Wiener Neustadt, der in der ÖFB Futsal Liga spielt.

## Geschichte
Der Verein wurde am 18. Februar 2005 als Murexin All Stars gegründet. Im gleichen Jahr wurde man Zweiter beim Valdichienti Futsal Cup in Italien und besiegte ein Jahr später beim Mizuno Cup in Tschechien den ungarischen Meister Colorspectrum Aramis Budapest. in der Österreichischen Futsal-Bundesliga wurde die Mannschaft 2007 Vizemeister. Am 9. April 2007 gewann der Club zudem erstmals den Österreichischen Futsal-Pokal. Im August 2007 folgte der Gewinn des Österreichischen Futsal Super Cup. 2008 wurden die Murexin All Stars erneut Österreichischer Futsal-Vizemeister und erreichten das Österreichische Futsal-Cupfinale. Mit der Wiener Neustädter Sporthaupt- und Sportmittelschule gibt es seit 2008 eine erstklassige Kooperation.
Am 11. Jänner 2009 sicherten sich die Murexin All Stars erstmals den Österreichischen Meistertitel. Drei Monate später erfolgte die Aufnahme des Vereins in den Niederösterreichischen Fußballverband. Am 30. April 2009 wurde der Verein umbenannt und trägt seitdem den Namen 1. FC Allstars Wiener Neustadt. Grund für diese Umbenennung war die Qualifikation für den UEFA-Futsal-Pokal 2009/10. Mit Blick auf eine globale Vermarktungsstrategie für den Futsal wurde seitens der UEFA entschieden, bezüglich der Vereinsnamen und -logos strenge Regeln anzuwenden. Somit waren die Murexin All Stars gezwungen ihren Vereinsnamen, als auch ihr Vereinslogo zu ändern. 2009 erhielt der 1. FC Allstars Wiener Neustadt von der UEFA den Zuschlag zur Ausrichtung einer Vorrundengruppe im UEFA-Futsal-Pokal.
Vom 19. bis 22. August 2009 organisierte der 1. FC Allstars eine Vorrundengruppe im UEFA-Futsal-Pokal. Das erste Vorrundenspiel verlor der 1. FC Allstars gegen Erebuni Jerewan in letzter Sekunde mit 2:3. Gegen Hvöt Blönduós (5:4) feierten die Wiener Neustädter den ersten Sieg im Wettbewerb. Das letzte Spiel verlor der 1. FC gegen ASA Tel-Aviv FC und verpasste so den Aufstieg in die Hauptrunde. Am 11. Oktober 2009 hat der 1. FC Murexin Allstars Wiener Neustadt zum zweiten Mal den Österreichischen Futsal Supercup gewonnen. Das spiel gegen Stella Rossa endete 3:2. Am 11. Jänner 2010 wird die Mannschaft erneut Österreichischer Meister – aber nur für 20 Tage. Aufgrund eines Fehlers des Schiedsrichters und einer unverständlichen Entscheidung eines Senats verlieren die Allstars den Titel am grünen Tisch. Stella Rossa kann das Wiederholungsspiel gegen Vienna Calcio mit 3:0 gewinnen und die Allstars im letzten Moment noch abfangen. Die Frauen des Vereins werden am 31. Jänner 2010 in Fohnsdorf Österreichischer Meister.
Beim Turnier Sampiona in Smederevo am 26. Juni 2010 besiegte der 1. FC Murexin Allstars Wiener Neustadt den Serbischen Meister KMF Ekonomac Kragujevac mit 6:2. Im Dezember 2010 vertrat der Club Österreich beim Mitropa Cup in Chrudim. Im Halbfinale verloren die Allstars gegen Üllö FC Csö-Montage aus Ungarn mit 4:6. Durch einen überraschenden 4:2-Erfolg gegen ŠK MIMA Divus Trnava sicherten sich die Allstars jedoch am Ende noch den dritten Platz des Turniers. Zur Saison 2010/11 wurde die komplette Mannschaft neu formiert und erreichte am Ende der Saison erneut den Vizemeister-Titel. Nach der am 26. Juni 2011 zum Ehrenobmann ernannte Helmut Gaida nur wenige Tage nach der Ernennung verstorben war, wurde das Trikot mit der Nummer 10 ehrenhalber nicht mehr vergeben.
2012 holte der Verein zum dritten Mal die Österreichische Meisterschaft und gewann zudem durch den 4:0-Sieg gegen Stella Rossa erstmals in der Vereinsgeschichte das Double aus Meisterschaft und Pokal. Im August organisiert der Verein erneut eine Vorrundengruppe im UEFA-Futsal-Pokal. Gegner sind darin Minerva Bern (9:4), Ankara (3:3) und EID Futsal (2:5). Im folgenden Jahr erreicht die Mannschaft trotz guter Zwischenergebnisse nur den dritten Platz in der Bundesliga. Erst ein Jahr später reicht er wieder zum Vizemeistertitel. Nachdem 2015 erneut nur der dritte Platz heraussprang, konnte der Verein auch 2016 nur Rang drei erreichen. Damit gelang den Allstars aber zum zehnten Mal in Folge der Sprung aufs Podest.
Ein Jahr später landeten die Allstars wieder auf dem zweiten Platz und holten sich so ihren sechsten Vizemeistertitel. Der Spieler Daniel Englisch holt sich dabei in der Saison die Torjägerkanone und wird von den Trainern der ÖFB Futsal Liga zum besten Spieler gewählt. 2018 gelang dem Verein nach 2009 und 2012 die dritte Meisterschaft. Mit zwei Siegen im Play-off-Finale gegen den FC Diamant Linz (9:7, 4:3) konnte sich das Team von Trainer Rene Gaida den Titel sichern und mit Samir Nuhanovic auch den besten Spieler der Saison stellen. Dieser verteidigte seinen Titel ein Jahr später und holt zudem die Torjägerkanone. Der Mannschaft gelang zudem erstmals die Titelverteidigung und damit der vierte Meistertitel. Zudem wurde Alan Halilovic von den Allstars Bester Torhüter der Saison.
Mit einer perfekten Saison ohne einer einzigen Niederlage, ohne einem Unentschieden, krönen sich die Allstars zum logischen, zum verdienten Meister 2019/20 – und bleiben die Nummer eins im Land – zum dritten Mal in Folge. Vahid Muharemovic wurde von den Trainern der ÖFB Futsal Liga zum besten Spieler gewählt. Alan Halilovic verteidigte seinen Titel und wurde zum besten Torhüter der Saison gewählt. Samir Nuhanovic holte sich die Torjägerkanone.

## Erfolge
- UEFA-Futsal-Pokal-Teilnehmer: 2009, 2012[3]
- UEFA-Futsal-Champions-League-Teilnehmer: 2018, 2019
- Österreichischer Futsal-Meister: 2009[3], 2012[3], 2018, 2019, 2020
- Österreichischer Futsal-Vizemeister: 2007[3], 2008[3], 2010[3], 2011[3], 2014[3], 2017
- Österreichischer Futsal-Pokalsieger: 2007[3], 2012[3], 2019
- Österreichischer Futsal-Super-Cup-Sieger: 2007[3], 2009[3], 2019
- Mitropa Cup 2010: 3. Platz[3]

## Trainer- und Betreuerstab
| Trainer- und Betreuerstab | Trainer- und Betreuerstab | Trainer- und Betreuerstab |
| ------------------------- | ------------------------- | ------------------------- |
| Cheftrainer               | Rene Gaida                | Österreicher              |
| Co-Trainer                | Marko Gaida               | Österreicher              |

## Team
| Jozsef Lekics  |
| Alan Halilovic |

| Vahid Muharemovic |
| Samir Nuhanovic   |
| Irnes Skoric      |
| Edwin Skrgic      |

| Mirza Jatic             |
| Christoph Gerstel Würzl |
| Senad Huseinbasic       |
| Ante Bezer              |
| Alen Muharemovic        |

Bekannte ehemalige Spieler
- Thorsten Röcher